# 7
7（七）是6与8之间的自然数。

## 数学性质
- 第4個質數。前一個為5、下一個為11。
  - 第2对孿生質數之一，其為（5、 7）。
  - 第4个阶乘素数（{\displaystyle 3!+1}）。前一個是5、下一個是23。
  - 第2个胡道尔素数
  - 第2个幸运素数
  - 第4個陳質數（陈素数）
  - 第3個瓦格斯塔夫質數
  - 十進制下，既是可右截短質數，也是可左截短質數
  - 十進制下的可交換質數
  - 第2個梅森質數（{\displaystyle 2^{3}-1}），對應的完全數為28，{\displaystyle 2^{2}\left(2^{3}-1\right)}。前一個為3、下一個為31。
  - 高斯質數之一。
- 第6個虧數，真因數和為1，虧度為6。前一個為5、下一個為8。
- 第5個不尋常數，大於平方根的質因數為7。前一個為6、下一個為10。
- 第6個無平方數因數的數。前一個為6、下一個為10。
- 第4個十进制的自我數。前一個為5、下一個為9。
- 第7個十进制的哈沙德數。前一個為6、下一個為8。
- 第5個十进制的等數位數。前一個為5、下一個為10。
- 第2个快樂數
- 999,999除以7刚好是142,857，以7为分母的真分数的循环节为该六个数字的不同顺序。

- {\displaystyle 1/7=0.142857142...}
- {\displaystyle 2/7=0.285714285...}
- {\displaystyle 3/7=0.428571428...}
- {\displaystyle 4/7=0.571428571...}
- {\displaystyle 5/7=0.714285714...}
- {\displaystyle 6/7=0.857142857...}

- 若某數之末位的二倍與剩餘數字的差為7的倍數，則某數為7的倍數。
例如：336133，一開始{\displaystyle {{33613}-{{2}\times {3}}}=33607}，然後{\displaystyle {{3360}-{{2}\times {7}}}=3346}，接著{\displaystyle {{334}-{{2}\times {6}}}=322}，最後{\displaystyle {{32}-{{2}\times {2}}}=28}為7的倍數，故336133為7的倍數。
- 正三边形、正四边形、正五边形、正六边形均可以以尺规作图的方式画出，但正七边形卻不可。
- 西爾維斯特數列的第3項
- Frieze群有七種
- 7維空間是除了3維空間外唯一能定義二元叉積的空間[1]，參見七維叉積。
- 佩蘭數列的第8項

### 基本运算
| 乘法                            | 1 | 2  | 3  | 4  | 5  | 6  | 7  | 8  | 9  | 10 |  | 11 | 12 | 13 | 14 | 15  | 16  | 17  | 18  | 19  | 20  |  | 21  | 22  | 23  | 24  | 25  |  | 50  | 100 | 1000 |
| ------------------------------- | - | -- | -- | -- | -- | -- | -- | -- | -- | -- |  | -- | -- | -- | -- | --- | --- | --- | --- | --- | --- |  | --- | --- | --- | --- | --- |  | --- | --- | ---- |
| {\displaystyle {{7}\times {x}}} | 7 | 14 | 21 | 28 | 35 | 42 | 49 | 56 | 63 | 70 |  | 77 | 84 | 91 | 98 | 105 | 112 | 119 | 126 | 133 | 140 |  | 147 | 154 | 161 | 168 | 175 |  | 350 | 700 | 7000 |

| 除法  | 1        | 2        | 3        | 4        | 5        | 6        | 7 | 8        | 9        | 10       |
| ----- | -------- | -------- | -------- | -------- | -------- | -------- | - | -------- | -------- | -------- |
| 除法  | 11       | 12       | 13       | 14       | 15       |          |   |          |          |          |
| 7 ÷ x | 7        | 3.5      | 2.3      | 1.75     | 1.4      | 1.16     | 1 | 0.875    | 0.7      | 0.7      |
| 7 ÷ x | 0.63     | 0.583    | 0.538461 | 0.5      | 0.46     |          |   |          |          |          |
| x ÷ 7 | 0.142857 | 0.285714 | 0.428571 | 0.571428 | 0.714285 | 0.857142 | 1 | 1.142857 | 1.285714 | 1.428571 |
| x ÷ 7 | 1.571428 | 1.714285 | 1.857142 | 2        | 2.142857 |          |   |          |          |          |

| 乘方                      | 1 | 2   | 3    | 4     | 5     | 6      | 7      | 8       | 9        | 10        |  | 11         | 12          | 13          |
| ------------------------- | - | --- | ---- | ----- | ----- | ------ | ------ | ------- | -------- | --------- |  | ---------- | ----------- | ----------- |
| {\displaystyle {{7}^{x}}} | 7 | 49  | 343  | 2401  | 16807 | 117649 | 823543 | 5764801 | 40353607 | 282475249 |  | 1977326743 | 13841287201 | 96889010407 |
| {\displaystyle {{x}^{7}}} | 1 | 128 | 2187 | 16384 | 78125 | 279936 | 823543 | 2097152 | 4782969  | 10000000  |  | 19487171   | 35831808    | 62748517    |

| Radix | 1    | 5    | 10   | 15   | 20   | 25   | 30   | 40    | 50    | 60     | 70      | 80        | 90   | 100  |
| ----- | ---- | ---- | ---- | ---- | ---- | ---- | ---- | ----- | ----- | ------ | ------- | --------- | ---- | ---- |
| Radix | 110  | 120  | 130  | 140  | 150  | 200  | 250  | 500   | 1000  | 10000  | 100000  | 1000000   |      |      |
| x7    | 1    | 5    | 137  | 217  | 267  | 347  | 427  | 557   | 1017  | 1147   | 1307    | 1437      | 1567 | 2027 |
| x7    | 2157 | 2317 | 2447 | 2607 | 3037 | 4047 | 5057 | 13137 | 26267 | 411047 | 5643557 | 113333117 |      |      |

## 在科学中
- 在酸碱度中，中性的pH为7
- 氮的原子序數。[2]
- 北斗七星主要由七颗亮星组成。
- 彩虹經常被分為七種顏色： 紅、 橙、 黃、 綠、 蓝、 靛、 紫[3]。
- 生物界分為七個等级：界、门、纲、目、科、属、种。
- 锂的原子量为7。

## 在體育中
- 在棒球中，7是左外野手的代號。

## 在人類文化中
- 《華盛頓海軍條約》簽訂前，裝備了16寸炮的七艘戰艦：科羅拉多號戰艦、馬里蘭號戰艦、西維吉尼亞號戰艦、納爾遜號戰艦、羅德尼號戰艦、長門號戰艦、陸奥號戰艦，被稱為七大戰艦（Big seven）。
- 在基督教及猶太教信仰中，上帝用6天創造世界，第7天休息。
- 目前通用曆法中的一週亦為7天，星期日一般被定为公眾假期。
- 在西方文化中，7普遍被視為幸運數字，而有Lucky 7的說法。
- 西方古典音樂有7個音階，受到畢達哥拉斯學派的重視。
- 在樂理中，簡譜上的ti音用7表示。
- 著名罐裝汽水品牌——七喜。
- 連鎖式便利店──7-Eleven。
- 在粵語裏，7的中國數字大寫「柒」被廣泛用作粗口之用，加上其粵語的母音和「執」字相同[來源請求]（「執」字可演變成「執笠」，在粵語中意指結業），故如同4的中國數字音「死」字一樣，甚少使用。
- Windows 7、Windows Phone 7为微軟作業系統。
- 吃角子老虎機的大獎圖樣是7。
- 世界共有七大洲。
- 北斗七星。
- 二十八星宿以四象（青龍、白虎、朱雀、玄武）分組，一組有七個星宿。
- 早起開門七件事，柴、米、油、鹽、醬、醋、茶。
- 竹林七賢。
- 全真七子。
- 武當七俠。
- 日本春天七草， 是指水芹、荠菜、鼠曲草、繁缕、宝盖草、蔓菁、萝卜。
- 日本秋天七草， 是指胡枝子、葛藤、瞿麥、女蘿、蘭草、桔梗和狗尾草。
- 七夕。
- 七巧節。
- 七巧板。
- 在動漫家庭教師HITMAN REBORN![[[Wikipedia:格式手册/链接#章節|錨點失效]]]中，73的原石正是創造這個世界的基石，分別代表七個「阿爾柯巴雷諾奶嘴」、七枚「彭哥列指環」、七枚「瑪雷指環」。
- 在動漫妖精的尾巴中有許多設定跟7有關。
- 1~10中，用閩南語文音或白音唸，唯一一個發音相同的。
- 在日本7有帶來幸運之意味。
- 7在佛教有圓滿之意，指包含東南西北四方、上下二方、當中，總共七個方位，亦即所有的空間，故有圓滿、一切、多數之意。
- 音乐有7个音符，是指do、re、mi、fa、so、la、Si/Ti。
- 戰國七雄分別為齊國、楚國、燕國、秦國、韓國、趙國、魏國。
- 格林童話當中的狼和七隻小山羊。
- 喜、怒、哀、懼、愛、惡、欲為七情。
- 七宗罪：傲慢、妒忌、暴怒、懶惰、貪婪、暴食、色慾。
- 七美德：謙卑、寬容、耐心、勤勉、慷慨、節制、貞潔 。
- 牌七
- 香菸品牌七星香煙。
- 著名小說哈利波特有七部。
- 九龍巴士7號線
- 城巴7號線

## 時間與曆法
- 現代國際通用的西曆，將1年分成12个月。12个月每月長度不一，但都有7日，分別為1月7日、2月7日、3月7日、4月7日、5月7日、6月7日、7月7日、8月7日、9月7日、10月7日、11月7日和12月7日。
- 此外，在公曆紀年方面，人類對公元前7年、公元7年，公元前7世纪及公元7世纪均有記載。
- 農曆七月俗稱鬼月

## 另見
- 名稱以開頭的所有条目
- 名稱以開頭的所有条目